# Лаикипия (округ)
Лаикипия — административный округ в бывшей кенийской провинции Рифт-Валли. Его столица город Румурути. Население округа — 518 560 человек, из них 259 440 мужчин, 259 102 женщины. Площадь округа — 8 696,1 квадратных километров.  Климат прохладный, умеренный, с дождливым и сухим сезонами. Население занимается в основном сельским хозяйством, преимущественно выращивают зерновые.